# Kobna Holdbrook-Smith
Kobna Holdbrook-Smith est un acteur ghanéen né le 1979 à Accra.

## Filmographie

### Cinéma
- 2008 : Dr. No : l'officiel de l’aéroport
- 2013 : The Double : le gardien et le médecin
- 2014 : On Her Majesty's Secret Service : le basilique de sable
- 2015 : National Theatre Live : Laertes
- 2016 : Doctor Strange : le thérapeute physique
- 2017 : Ghost Stories : père Emery
- 2017 : Justice League : Détective Crispus Allen
- 2017 : Paddington 2 : Warden Walker
- 2018 : The Passenger : Oliver
- 2018 : Gwen : Dr Wren
- 2018 : Le Retour de Mary Poppins : Frye et Weasel
- 2021 : Zack Snyder's Justice League : Détective Crispus Allen
- 2023 : Wonka de Paul King : officier Affable

### Télévision
- 2002 : Judge John Deed : Orlando Figes (1 épisode)
- 2003 : Casualty : PC Riddock (1 épisode)
- 2004 : Little Britain : Owen Kennedy (1 épisode)
- 2004-2011 : Holby City : Paul James et Lee Holden (3 épisodes)
- 2005 : According to Bex : Vox Pops (3 épisodes)
- 2005 : Mike Bassett: Manager : Carlton Dawes (6 épisodes)
- 2006-2008 : Star Stories : Nelson Mandela, Snoop Dogg, Dwight Yorke et Kofi Annan (8 épisodes)
- 2007 : The Bill : Bruno Hammond (1 épisode)
- 2007 : The Whistleblower : l'infirmier (1 épisode)
- 2009 : Whatever It Takes : Nifemi
- 2009 : Taking the Flak : Joyful Sifuri (6 épisodes)
- 2011 : Roadkill : Tommy
- 2011 : Sirens : Ryan Bailey (6 épisodes)
- 2012 : Silk : Paul McGovern (1 épisode)
- 2013 : The Cafe : Jason (7 épisodes)
- 2014 : Turks and Caicos : Colin Maitlis
- 2014 : Agatha Raisin : Révérend Jez Bloxby (1 épisode)
- 2015 : Inspecteur Barnaby : Rob Mead (1 épisode)
- 2015 : Panthers : James Davis (5 épisodes)
- 2015 : Main basse sur Pepys Road : Mashinko (3 épisodes)
- 2016 : Class : Jasper Adeola (1 épisode)
- 2018 - 2022 : The Split : Glen Peters (6 épisodes)
- 2022 : His Dark Materials : À la croisée des mondes : l'ange Balthamos (7 épisodes)

### Jeux vidéo
- 2013 : Assassin's Creed IV Black Flag : voix additionnelles
- 2018 : The Crew 2 : Latrell